# Allophylus sapinii
Allophylus sapinii là một loài thực vật có hoa trong họ Bồ hòn. Loài này được Verm. ex Hauman mô tả khoa học đầu tiên năm 1958.